# Joey Cipriano
Joseph „Joe/Joey“ Cipriano (* 3. Oktober 2001 in Detroit, Michigan) ist ein US-amerikanischer Schauspieler.

## Leben
Cipriano wurde am 3. Oktober 2001 in Detroit als Sohn italoamerikanischer Eltern geboren. Die Schauspielerin Niki Cipriano ist seine ältere Schwester. Mit acht Jahren sah er ihr beim Theater zu und beschloss, ebenfalls Schauspieler werden zu wollen. Nach Serien- und Kurzfilmbesetzungen folgte 2014 die Rolle des Dylan Jones im Katastrophenfilm Eiszeitalter – The Age of Ice. 2016 erhielt er eine Nebenrolle im Kinofilm Batman v Superman: Dawn of Justice. Ein Jahr später folgte eine Episodenrolle in Chicago Med. Cipriano wirkte überwiegend in Produktionen in und um Detroit mit, so 2016 im Film Garroter, 2018 in einer Episode der Fernsehserie Detroiters oder 2019 im Film Panic in Detroit.

## Filmografie
- 2012: Lee Martin’s The Midnight Hour (Fernsehserie, Episode 4x11)
- 2012: Spunky Airlines (Fernsehserie, 2 Episoden)
- 2012: Comatose: Resurrection Power (Kurzfilm)
- 2012: Trouble Summer (Kurzfilm)
- 2013: Lost in Detroit (Kurzfilm)
- 2013: Eternal Torture
- 2013: Wise Guys? (Fernsehserie, 2 Episoden)
- 2013: Melon Head (Kurzfilm)
- 2014: I Carry the Gift
- 2014: Sand Castles
- 2014: Lost in Detroit 2 (Kurzfilm)
- 2014: The White Rose (Kurzfilm)
- 2014: The Song
- 2014: Choice Cuts (Kurzfilm)
- 2014: Eiszeitalter – The Age of Ice (Age of Ice)
- 2015: Golden Shoes
- 2016: 40 Nights
- 2016: Batman v Superman: Dawn of Justice
- 2016: Hectic Knife
- 2016: The Drive Home (Kurzfilm)
- 2016: Garroter
- 2017: Go North
- 2017: Chicago Med (Fernsehserie, Episode 2x18)
- 2018: Wild Faith
- 2018: Detroiters (Fernsehserie, Episode 2x02)
- 2018: The Rake – Das Monster (The Rake)
- 2019: Panic in Detroit